# The Debut
The Debut är en filippinsk independentfilm regisserad av filippinoamerikanen Gene Cajayon. Den var första filippinoamerikanska film att ha biopremuär över hela USA, även om premiären spred sig och började i mars 2001 i San Francisco Bay-området och avslutades i november 2002 i New York.
Filmen var också en av de första att utspela sig bland filippinoamerikan, en av de större asiatiska folkgruppsminoriteterna i Amerika.

### Fotnoter
1. ↑  http://www.aasc.ucla.edu/archives/uclaaascbrochure.pdf